# Калёново (Бурятия)
Калёново — село в Иволгинском районе Бурятии. Входит в сельское поселение «Иволгинское».

## География
Расположено в западном конце Иволгинской долины у подножия горы Малан-Хада, отрога Хамар-Дабана, у выхода реки Иволги на равнину, в 13 км к западу от Иволгинска.

## История
В 1797 году в Иволгинскую сборную избу входило 17 сёл, одним из которых было село Калёново, так как преобладающая часть жителей деревни носила фамилию Каленых.
Основателями селения были переселенцы по кличкам Калёный и Шишкин. Село заселялось рекрутами, присланными на строительство дощаников для плавания по Селенге и Байкалу.
В годы Советской власти село в одно время называлось Шишкино. В последнее десятилетие на картах и административных делениях значится как Каленово.

## Население
| 2002 | 2010 |
| ---- | ---- |
| 897  | ↗949 |

## Инфраструктура
Средняя общеобразовательная школа, Дом культуры, фельдшерско-акушерский пункт, лыжная трасса.